# Liste schwedischer Schachspieler
Die Liste schwedischer Schachspieler enthält Schachspieler, die für den schwedischen Schachverband spielberechtigt sind oder waren und mindestens eine der folgenden Bedingungen erfüllen:
- Träger einer der folgenden FIDE-Titel: Großmeister, Ehren-Großmeister, Internationaler Meister, Großmeisterin der Frauen, Ehren-Großmeisterin der Frauen, Internationale Meisterin der Frauen;
- Träger einer der folgenden ICCF-Titel: Großmeister, Verdienter Internationaler Meister, Internationaler Meister, Großmeisterin der Frauen, Internationale Meisterin der Frauen;
- Gewinn einer nationalen Einzelmeisterschaft;
- eine historische Elo-Zahl von mindestens 2500 (vor Einführung der Elo-Zahl im Juli 1971).

## A

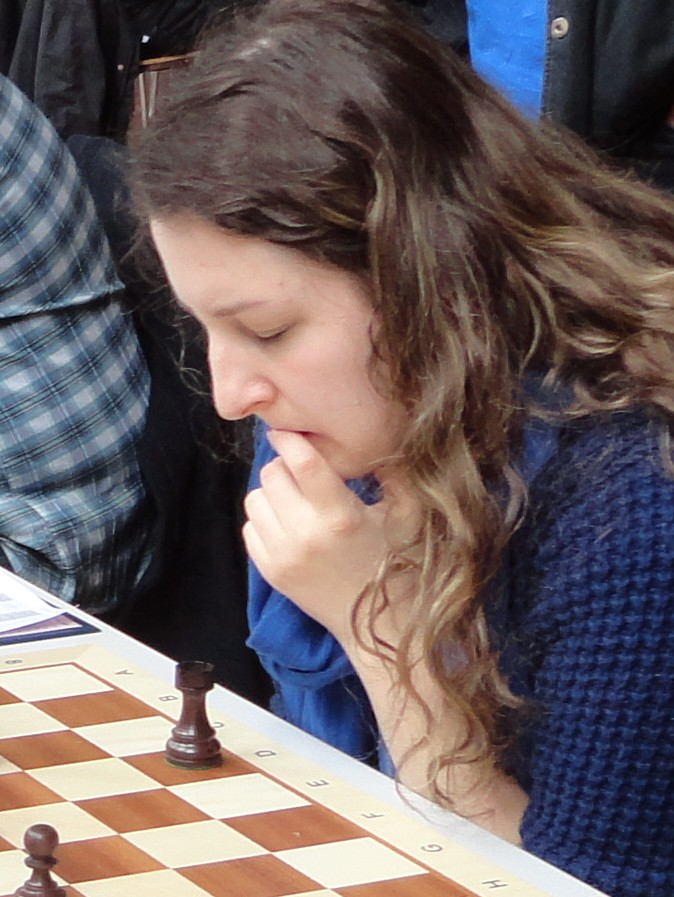
Inna Agrest, Karlsruhe 2016

- Anton Åberg (* 1972), Internationaler Meister
- Evgeny Agrest (* 1966), Großmeister, Schwedischer Meister[1]
- Inna Agrest (* 1991), Internationale Meisterin
- Svetlana Agrest (* 1966), Internationale Meisterin[2]
- Björn Ahlander (* 1963), Internationaler Meister
- Ralf Åkesson (* 1961), Großmeister, Schwedischer Meister, Verdienter Internationaler Meister im Fernschach
- Christin Andersson (* 1974), Internationale Meisterin
- Göran Andersson (1946–2015), Fernschachgroßmeister
- Tommy Andersson (* 1978), Internationaler Meister
- Ulf Andersson (* 1951), Großmeister, Schwedischer Meister
- Eric Arnlind (1922–1998), Fernschachgroßmeister
- Robert Åström (* 1967), Internationaler Meister

## B
- Oskar von Bahr (* 1976), Internationaler Meister
- Jonas Barkhagen (* 1974), Internationaler Meister
- Robert Bator (* 1963), Internationaler Meister[3]
- Juan Manuel Bellón López (* 1950), Großmeister[4]
- Frans G. Bengtsson (1894–1954), historischer Schachspieler
- Emanuel Berg (* 1981), Großmeister, Schwedischer Meister
- Christer Bergström (* 1958), Internationaler Meister
- Karl Berndtsson-Kullberg (1892–1943), historischer Schachspieler
- Katarina Beskow (1867–1939), historische Schachspielerin
- Erik Blomqvist (* 1990), Großmeister, schwedischer Meister
- Borislava Borisova (* 1951), Internationale Meisterin[5]
- Stellan Brynell (* 1962), Großmeister, Schwedischer Meister
- Sven Buskenström (1919–1963), historischer Schachspieler

## C
- Ingvar Carlsson (* 1948), Fernschachgroßmeister
- Pontus Carlsson (* 1982), Großmeister
- Tomas Carnstam (1949–2020), Internationaler Fernschachmeister
- Slavko Cicak (* 1969), Großmeister
- Dan Cramling (* 1959), Internationaler Meister, Schwedischer Meister
- Pia Cramling (* 1963), Großmeisterin

## D
- Jolanta Dahlin (1940–1991), Schwedische Meisterin der Frauen[6]
- Gösta Danielsson (1912–1978), Schwedischer Meister
- Lars Degerman (* 1963), Internationaler Meister, Schwedischer Meister

## E
- Bengt Ekenberg (1912–1986), Schwedischer Meister
- Folke Ekström (1906–2000), Internationaler Meister
- Roland Ekström (* 1956), Internationaler Meister[7]
- Fritz Englund (1871–1933), historischer Schachspieler
- Thomas Engqvist (* 1963), Internationaler Meister
- Johan Eriksson (* 1973), Internationaler Meister
- Thomas Ernst (* 1960), Großmeister, Schwedischer Meister
- Jaan Eslon (1952–2000), Internationaler Meister

## F
- Björn Fagerström (* 1974), Fernschachgroßmeister
- Jan-Olof Forsberg (* 1955), Fernschachgroßmeister
- Joel Fridlizius (1869–1963), historischer Schachspieler
- Ellinor Frisk (* 1986), Internationale Meisterin der Frauen
- Johan Furhoff (* 1969), Internationaler Meister

## G
- Platon Galperin (* 2003), Großmeister[8]
- Nils Grandelius (* 1993), Großmeister, Schwedischer Meister

## H
- Arthur Håkansson (1889–1947), historischer Meister
- Jesper Hall (* 1971), Internationaler Meister[9]
- Christer Hartman (* 1960), Internationaler Meister
- Jonny Hector (* 1964), Großmeister, Schwedischer Meister
- Tony Hedlund, Fernschachgroßmeister
- Erik Hedman (* 1976), Internationaler Meister
- Ferdinand Hellers (* 1969), Großmeister
- Johan Hellsten (* 1975), Großmeister, Schwedischer Meister
- Emil Hermansson (* 1971), Internationaler Meister
- Tiger Hillarp Persson (* 1970), Großmeister, Schwedischer Meister
- Rune Holmberg, Fernschachgroßmeister
- Bengt-Eric Hörberg (1922–2003), Schwedischer Meister

## J
- Börje Jansson (* 1942), Schwedischer Meister
- Christian Jepson (* 1962), Internationaler Meister
- Inge Johansson (1916–1966), Schwedischer Meister
- Jan Johansson (* 1960), Internationaler Meister, Schwedischer Meister
- Linus Johansson (* 1995), Internationaler Meister
- Martin Johansson (1917–1999), Schwedischer Meister
- Thomas Johansson (* 1970), Internationaler Fernschachmeister[10]
- Viktoria Johansson (* 1974), Internationale Meisterin

## K
- Konstanty Kaiszauri (* 1952), Internationaler Meister[11]
- Lars Karlsson (* 1955), Großmeister, Schwedischer Meister
- Kaan Kucuksari (* 2003), Internationaler Meister[12]

## L
- Hugo Langborg (1873–1919), historischer Meister
- Samir Lejlic (* 1964), Internationaler Meister
- Rolf Lekander (1947–2023), Fernschachgroßmeister
- Jerzy Lewi (1949–1972), Meisterspieler[13]
- Bengt Lindberg (* 1960), Internationaler Meister
- Philip Lindgren (* 1994), Internationaler Meister
- Martin Lokander (* 1996), Internationaler Meister
- Otto Löwenborg (1888–1969), Schwedischer Meister
- Franko Lukez (* 1964), Fernschachgroßmeister
- Stig Lundholm (1917–2009), Schwedischer Meister
- Erik Lundin (1904–1988), Internationaler Meister, Ehrengroßmeister, Schwedischer Meister
- Åke Lundqvist (1913–2000), Fernschachgroßmeister
- Patrik Lyrberg (* 1976), Internationaler Meister

## M
- Harald Malmgren (1904–1957), Fernschachgroßmeister
- Sven-Göran Malmgren (* 1955), Schwedischer Meister
- Rolf Martens (1942–2008), Schwedischer Meister
- Karl Johan Moberg (* 1969), Internationaler Meister

## N
- Christer Niklasson (* 1953), Internationaler Meister
- Allan Nilsson (1899–1949), Schwedischer Meister
- Sebastian Nilsson (* 1985), Verdienter Internationaler Meister im Fernschach
- Zandor Nilsson (1913–1973), Schwedischer Meister
- Victor Nithander (* 1987), Internationaler Meister
- Gustaf Nyholm (1880–1957), Schwedischer Meister

## O
- Jan Ohlin (* 1950), Fernschachgroßmeister
- Dan Olofsson (* 1951), Fernschachgroßmeister
- Anton Olson (1881–?), Schwedischer Meister
- Anders Olsson (* 1981), Internationaler Meister
- Axel Ornstein (* 1952), Internationaler Meister, Schwedischer Meister

## P
- Silvia Paddock (* 1974), Internationale Meisterin[14]
- Milton Pantzar (* 2001), Internationaler Meister
- Conny Persson (* 1945), Fernschachgroßmeister

## R
- Nils-Gustaf Renman (* 1950), Internationaler Meister, Schwedischer Meister
- Ilze Rubene (1958–2002), Internationale Meisterin[15]
- Lennart Rydholm (1938–2023), Fernschachgroßmeister

## S
- Rauan Sagit (* 1985), Internationaler Meister
- Lars-Åke Schneider (* 1955), Internationaler Meister, Schwedischer Meister
- Stefan Schneider (* 1977), Internationaler Meister
- Harry Schüssler (* 1957), Großmeister, Schwedischer Meister
- Daniel Semcesen (* 1986), Großmeister, Schwedischer Meister
- Jung Min Seo (* 2002), Internationaler Meister, Schwedischer Meister
- Mats Sjöberg (* 1958), Internationaler Meister
- Victor Sjöberg (1876–1947), historischer Meister
- Pontus Sjödahl (* 1971), Internationaler Meister
- Kristian Sköld (1911–1988), Schwedischer Meister
- Axel Smith (* 1986), Großmeister
- Berndt Söderborg (* 1933), historischer Meister
- Gideon Ståhlberg (1908–1967), Großmeister, Schwedischer Meister
- Åke Stenborg (1926–2010), Schwedischer Meister
- Gösta Stoltz (1904–1963), Großmeister, Schwedischer Meister
- Bengt Svensson (* 1960), Internationaler Meister
- Witalij Sywuk (* 1992), Großmeister[16]

## T
- Irina Tetenkina (* 1978), Internationale Meisterin[17]
- Hans Tikkanen (* 1985), Großmeister, Schwedischer Meister
- Edvin Trost (* 2007), Internationaler Meister

## W
- Magnus Wahlbom (* 1945), Schwedischer Meister
- Tom Wedberg (* 1953), Großmeister
- Thomas Welin (* 1959), Internationaler Meister
- Richard Wessman (* 1969), Internationaler Meister, Schwedischer Meister
- Jonathan Westerberg (* 1994), Großmeister
- Michael Wiedenkeller (* 1963), Internationaler Meister, Schwedischer Meister[18]
- Stefan Winge (* 1963), Fernschachgroßmeister
- Rikard Winsnes (* 1968), Internationaler Meister

## Z
- Ari Ziegler (* 1966), Internationaler Meister